# Le Corbeau (album)
Pour les articles homonymes, voir Le Corbeau.
Albums de Soprano
La Colombe
(2010) Cosmopolitanie
(2014)
Singles
1. Dopé
Sortie : 18 février 2011
2. Regarde-moi
Sortie : 4 mars 2011
3. C'est la vie
Sortie : 28 août 2011

Le Corbeau est le troisième album solo du rappeur Soprano. Il est sorti le 18 mars 2011 en édition simple mais également avec la ré-édition La Colombe et Le Corbeau, regroupant l'album précédent La Colombe et ce nouvel opus.

## Réception
Le Corbeau s'est écoulé à plus de 20 000 exemplaires, comptabilisant au total plus de 210 000 ventes pour La Colombe et le Corbeau. En effet, étant un double-album, les ventes de chaque édition sont additionnées.

## Conception
En janvier 2011, la maison de disque de Soprano lui propose de faire un album en seulement vingt huit jours . Soprano accepte et enregistre l'album pendant sa tournée, dans différents pays : au Canada, en Allemagne et en France, avec l'aide des différents membres de son label.

## Liste des titres
| No  | Titre                              | Auteur              | Producteur(s)    | Durée |
| --- | ---------------------------------- | ------------------- | ---------------- | ----- |
| 1.  | One Love (feat. Lary)              | Soprano, Lary       | Edwyn Mac Lennan | 3:53  |
| 2.  | Piranhas                           | Soprano             | Spike Miller     | 4:08  |
| 3.  | Avec le temps (feat. K-rlos)       | Soprano, K-rlos     | Ghenay           | 4:15  |
| 4.  | Dopé                               | Soprano             | J Faze           | 3:50  |
| 5.  | Fly                                | Soprano             | E Rise, Doc Ness | 3:35  |
| 6.  | Invincible (feat. Francisco)       | Soprano, Francisco  | F7               | 4:49  |
| 7.  | Kamarades                          | Soprano             | Prinzly          | 4:16  |
| 8.  | Interlude                          | Soprano             | DJ Mej           | 2:34  |
| 9.  | C'est la vie (feat. Method Man)    | Soprano, Method Man | Sti              | 3:59  |
| 10. | Regarde-moi                        | Soprano             | X-Plosive        | 4:35  |
| 11. | Halloween (feat. Alonzo)           | Soprano, Alonzo     | Gee Futuristic   | 4:37  |
| 12. | Sale Sud Anthem (feat. Dégom, Yak) | Soprano, Dégom, Yak | Kimfu            | 3:55  |

## Contenu
- Dans la chanson One Love, Soprano raconte ses gouts dans la musique tout en faisant référence à Michael Jackson, Bob Marley, NTM...
- Dans la chanson Halloween, Soprano fait un clin d'œil à de nombreux films ou séries comme Freddy Krueger, Dexter , Hannibal Lecter, Harry Potter...
- Interlude : Musique Française est une parodie réalisée par Soprano et Dj Mej dans laquelle ils parodient les émissions de variétés Française.

## Classements
| Pays           | Meilleure position | Semaines |
| -------------- | ------------------ | -------- |
| France         | 3                  | 13       |
| Suisse         | 44                 | 3        |
| Suisse romande | 11                 | 8        |
| Belgique       | 10                 | 12       |

| Année | Titre       | Meilleure position | Meilleure position | Album      |
| Année | Titre       | FRA                | BE-W               | Album      |
| ----- | ----------- | ------------------ | ------------------ | ---------- |
| 2011  | Regarde-moi | 18                 | —                  | Le Corbeau |

## Clips
- 21 février 2011 — Dopé
- 14 avril 2011 — Regarde-moi
- 5 septembre 2011 — C'est ma life